# Günter Geißler
Günter Geißler (* 19. Dezember 1929 in Cottbus; † 16. Juli 2006 ebenda) war ein deutscher Schlagersänger.

## Leben
Nach der Schulzeit erlernte er den Beruf eines Kaufmanns. 1950 begann er seine künstlerische Karriere am staatlichen Konservatorium in Cottbus. Bis 1956 studierte er dort und nebenher in Halle (Saale) Gesang. In Halle erhielt er auch ein erstes Engagement als Bühnensänger am 
Landestheater.
Anfang 1957 nahm er mit Erfolg an einem Nachwuchs-Wettbewerb des DDR-Fernsehfunks teil und machte so auch bei den Verantwortlichen des Rundfunks auf sich aufmerksam.
Im selben Jahr ging er mit dem Rundfunktanzorchester Leipzig auf Tournee.
Im Jahr 1959 hatte Günter Geißler mit „Gitarren klingen leise durch die Nacht“ einen ersten Hit. Dieser Schlager wurde auch in der Bundesrepublik ein großer Erfolg, und es gab 1960 einen gleichnamigen Kino-Film – allerdings wurde die BRD-Version nicht von ihm interpretiert, sondern von Jimmy Makulis.
Zu seinen weiteren bekannten Hits gehören Titel wie „Marina“ (1960), „Die Primaballerina meiner Träume“ (1963) und „Ein verliebter Gondoliere“ (1963). Sein größter Erfolg gelang ihm 1966 mit dem Titel „Das schönste Mädchen der Welt“, den Günter Geißler nicht nur gesungen, sondern auch komponiert und getextet hat. Der Schlager wurde auch international populär und u. a. der erste Hit für den westdeutschen Sänger Peter Orloff.
In den 1970er und 1980er Jahren war Geißler auf zahlreichen Bühnen zu Gast und trat in den großen Unterhaltungsshows des DDR-Fernsehens wie „Amiga-Cocktail“, „Ein Kessel Buntes“ oder „Da liegt Musike drin“ auf.
Günter Geißler zog sich Anfang der 1990er Jahre aus dem Showleben zurück und lebte bis zu seinem Tod in seiner Heimatstadt Cottbus. Nachdem er am 16. Juli 2006 von einem Reiterhof im Ortsteil Gallinchen ausgeritten war und sein Pferd später herrenlos herumlief, fand man ihn stranguliert auf. Die Umstände deuteten auf Suizid hin.

## Diskografie
- 1965: LP Ich hab’ die gute Laune im Gepäck – Ein Günter-Geißler-Porträt (Amiga)
- 2002: CD Ich hab’ die gute Laune im Gepäck. Günter Geißler – Seine größten Erfolge (Aelstertal)
- ca. 40 Singles

## Filmografie
- 1962: Revue um Mitternacht